# Beringsnösparv
Beringsnösparv (Plectrophenax hyperboreus) är en fågel som idag placeras i familjen sporrsparvar (Calcariidae).  Den är endemisk för Alaska där den bara häckar på några öar i Berings hav.

## Utseende
Utseendemässigt är den mycket lik snösparven men beringsnösparven är ännu vitare och saknar snösparvens brunmelerade rygg och svarta vingpennor. Istället har den helvita vingar med bara ett fåtal svarta vingspetsar och svarta tertialer. Precis som hos snösparven har den svart näbb i häckningsdräkt och gul näbb, med svart näbbspets om vintern. På vintern får den, precis som snösparven, ljusbrun hjässa och örontäckare.

## Utbredning och systematik
Beringsnösparven häckar bara på ett fåtal öar i Berings hav, främst på St. Matthew and Hall Islands och mer sällsynt på St Lawrence Island. Den är en flyttfågel som övervintrar på västkusten av USA och Alaska.

### Familjetillhörighet
Tillsammans med snösparv (Plectrophenax nivalis), som den ibland behandlas som en underart till, bildar den släktet Plectrophenax. Traditionellt har snösparvarna placerats inom den ganska stora familjen fältsparvar (Emberizidae). Nyare data från genetiska undersökningar visar att de två arterna, tillsammans med de tre arterna inom släktet Calcarius och präriesporrsparven (Rhynchophanes mccownii), inte har sina närmsta släktingar inom fältsparvsfamiljen utan istället utgör den egna familjen sporrsparvar (Calcariidae)

## Ekologi
Beringsnösparven häckar främst på tundra, men även på stenstränder och i anslutning till saltträsk. Födan är relativt okänd, troligen frön vintertid och ryggradslösa djur när de finns tillgängliga. Den ses ofta i små grupper, i flockar om 50-60 individer utanför häckningstid.

### Häckning
Paren formas i maj och äggen läggs i slutet av juni. Boet placeras vanligtvis i en klippskreva eller ett utrymme mellan stenar, men har även hittats i en valkäke eller i ett gammalt hackspettshål i drivved. Den lägger tre till fem, oftast fyra, blekgröna brunt fläckade ägg som ruvas i tolv dagar.

## Status och hot
Man uppskattar världspopulationen till 27 500–35 400 individer. Den är dag inte direkt hotad men arten är känslig för alla former av introducerade arter som exempelvis råttor men även av den förmodade havsnivåhöjningen på grund av klimatförändring. Fram tills 2014 kategoriserades den som nära hotad av internationella naturvårdsunionen IUCN, men nerlistas numera till den lägsta hotkategorin livskraftig på grund av att arten är mer flertalig än man tidigare trott.